# Jesus Kristus är vår hälsa

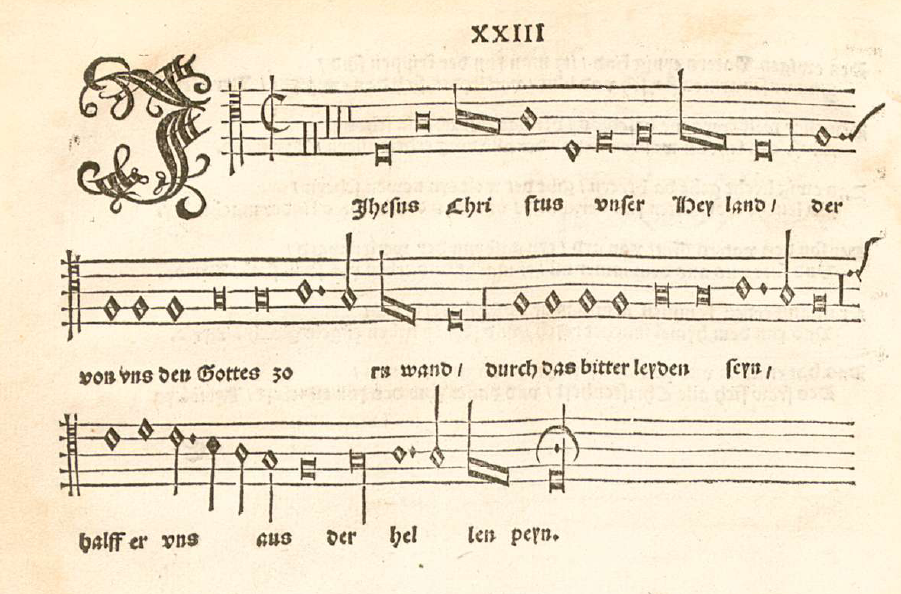
Luthers psalm i Geystliche gesangk Buchleyn 1524.

Jesus Kristus är vår hälsa är en nattvardspsalm med tolv verser som fanns med i 1695 års psalmbok första gången. Högmarck (1736) uppger att den ursprungliga latinska hymnen Jesus Christus nostra salus är författade av Jan Huss. I en tryckt version från 1767 anges upphovet vara "J. Huss, D. Luther, L. Petri". I 1819 års psalmbok anges psalmen vara skriven av Johannes Hus (vers 1-2) omkring 1400-talet och bearbetades och utökades av Martin Luther 1524 för att översättas av Olaus Petri 1530, alltså inte Laurentius Petri, (årtalen anges först 1937 då psalmen bara har elva verser). 1986 har Hus insats ersatts med uppgift om "Latinsk sång 1300-talet" och att psalmen bearbetades av Anders Frostenson 1979.
Melodin är från 1400-talet, nedtecknad i Erfurt 1524. Men i koralboken 1921 års koralbok med 1819 års psalmer anges att melodin har medeltida ursprung men inte användes i 1697 års koralbok och inte heller fanns med i J.C.F. Haeffners koralböcker. I 1939 års koralbok anges den melodi som sedan 1986 används till Prisad högt av herdars skara.

## Publicerad i
- Swenske Songer eller wisor 1536 med titeln Jesus Christus är wor helsa.[1]
- 1572 års psalmbok med titeln JEsus Christus är wår helsa under rubriken "Om Altarens Sacrament".[2]
- Göteborgspsalmboken under rubriken "Om HErrans Nattward".[3]
- Den svenska psalmboken 1694 som nummer 17 under rubriken "Om Herrans Nattward".[4]
- Den svenska psalmboken 1695 som nr 14 under rubriken "Catechismus författad i Sånger: Om HErrans Nattward".
- Den svenska psalmboken 1819 som nr 152 under rubriken "Nådens medel: Sakramenten: Nattvarden".
- Den svenska psalmboken 1937 som nr 188  under rubriken "Nattvarden".
- Den svenska psalmboken 1986 som nr 387 under rubriken "Nattvarden".
- Finlandssvenska psalmboken 1986 som nr 216 under rubriken "Nattvarden".
- Lova Herren 1988 som nr 234 under rubriken "Nattvarden".
- Luthersk psalmbok som nr 780

## Koralbearbetningar

### Orgel
- Jesus Christus, unser Heiland av Franz Tunder.[5]